# Jenny Is a Good Thing
Jenny Is a Good Thing ist ein US-amerikanischer Dokumentar-Kurzfilm von Joan Horvath aus dem Jahr 1969.

## Inhalt
Der 18-minütige Farbfilm zeigt Szenen mit amerikanischen Vorschulkindern aus sozial schwachen Familien, die am Head-Start-Programm teilnehmen und dabei Erfahrungen rund um das Thema Ernährung sammeln. Abgeholt vom Schulbus treffen sie im Head-Start-Zentrum auf ihre Betreuerinnen. Mit ihnen sprechen sie über verschiedene Nahrungsmittel und lernen, daraus Mahlzeiten zuzubereiten und den Tisch zu decken. Nach der gemeinsamen Mahlzeit helfen sie beim Saubermachen und Aufräumen. Auch lernen sie Eigenschaften und Herkunft der Lebensmittel kennen, im zentrumseigenen Garten, auf einem Bauernhof und auf dem Markt. Zum Schluss des Films werden sie von den Betreuerinnen zum Mittagsschlaf gelegt. 
Die Szenen werden von einem Sprecher kommentiert. Dieser erklärt, welche Erfahrungen die Kinder darin jeweils sammeln und welche Ziele Head Start damit verfolgt, wobei nicht nur Wissen über Ernährung und Esskultur angestrebt wird, sondern auch die Förderung des Selbstwertgefühls von unterprivilegierten Kindern.

## Hintergrund
Das Filmprojekt wurde von Sue Sadow initiiert, Ernährungsspezialistin bei Head Start. Ziel war es in erster Linie, einen Film zu schaffen, der bei der Ausbildung von Head-Start-Mitarbeitern und in Diskussionsgruppen mit Eltern zum Thema Ernährung eingesetzt werden konnte.
Regie, Drehbuch und Produktion übernahm Joan Horvath. Ursprünglich als Theaterregisseurin und -produzentin tätig, war Jenny Is a Good Thing ihre zweite Filmarbeit, nach der Immigrations-Doku Nobody Goes There (1965). Gegenwärtig lehrt Horvath an der Tisch School of the Arts.
Als Sprecher in Jenny Is a Good Thing fungiert Burt Lancaster. Der Song Jenny und die Originalfilmmusik stammen von Noel Stookey und anderen bei der Folk-Gruppe Peter, Paul and Mary aktiven Musikern.
Produziert wurde der Film von A.C.I. Production. Die Dreharbeiten fanden in Head-Start-Zentren in Jacksonville (Florida), Vincennes (Indiana) sowie Cochiti Pueblo und Santa Fe in New Mexico statt.

## Auszeichnungen
Joan Horvaths Produktion Jenny Is a Good Thing wurde bei der Oscarverleihung 1970 in der Kategorie Bester Dokumentar-Kurzfilm nominiert.